# Didier Delsalle
Didier Delsalle né le 6 mai 1957 à Aix-en-Provence est un pilote d'essais sur hélicoptères. C'est le premier (et seul) homme au monde ayant posé un hélicoptère de série, l'Écureuil AS350 B3, au sommet de l'Everest le 14 mai 2005.

## Parcours professionnel
Didier Delsalle a rejoint l'armée de l'air française en 1979 en tant que pilote de chasse. C'est deux ans après qu'il devient pilote d'hélicoptère, et participe à des opérations de secours et de recherche durant près de 10 ans. Il se spécialise par la suite dans les essais expérimentaux en intégrant l'école de pilote d'essai EPNER à Istres où il restera 5 ans. En effet, la société Eurocopter, filiale d'EADS lui demande d'intégrer la société pour devenir pilote expérimental, et responsable des petits hélicoptères de la famille des monomoteurs puis de la chaîne NH90, gros hélicoptère destiné à l'armée française.

## Exploit du 14 mai 2005 sur le toit du monde
C'est le 14 mai 2005, au petit matin, que Didier Delsalle a battu le record du monde de posée en altitude, en se posant sur le sommet de l'Everest durant 3 minutes 50 secondes, le tout contrôlé par une batterie de caméras et autres sondeurs afin de valider le record. Cet exploit a nécessité de nombreux essais sur place, à cause notamment des vents soufflant à plus de 300 km/h à ces altitudes et à la raréfaction de l'oxygène. Le pilote français devait trouver des zones de courants rabattants et ascendants afin de pouvoir effectuer son vol. Didier Delsalle raconte : « J'ai trouvé un courant ascendant tellement fort que j’ai pu monter quasiment sans puissance ».
Ce que la plupart des gens ignorent, c'est que le pilote a souhaité refaire cette posée sur le toit du monde le lendemain, 15 mai 2005, afin de prouver que le premier exploit n'était pas qu'un miracle. Les conditions y étaient alors beaucoup plus difficiles, mais il ne pouvait attendre de meilleures conditions afin de ne pas mettre en danger des alpinistes qui sont nombreux lors de bonnes conditions. La preuve fut alors donnée avec la réussite de cette deuxième posée à 8 849 mètres : « C’est tellement incroyable de gravir l’Everest. »
L'exploit réside également dans le fait que l'hélicoptère utilisé était un de série, l'Écureuil AS350 B3, auquel on avait uniquement retiré les éléments inutiles de confort, comme les sièges passagers, pour réduire finalement le poids de 120 kg, avec seulement 1 h d'autonomie de carburant. Et étant un record de posée en altitude, Didier Delsalle s'assure de ne jamais être battu, tout au mieux égalé.

## Records du monde
- Record de vitesse d’ascension à 3 000 m (9 843 pieds) en 2005.
- Record de vitesse d’ascension à 6 000 m (19 685 pieds) en 2005.
- Record de vitesse d’ascension à 9 000 m (29 528 pieds) en 2005.
- Record de décollage en altitude à 8 849 m (29 029 pieds) sur le sommet de l'Everest le 14 mai 2005[1].